# Stazione di Malles Venosta
La stazione di Malles Venosta (in tedesco Bahnhof Mals) è la stazione ferroviaria che serve l'omonimo comune della provincia di Bolzano. Costituisce il capolinea occidentale della linea della Val Venosta. La gestione degli impianti è affidata a Strutture Trasporto Alto Adige.

## Storia

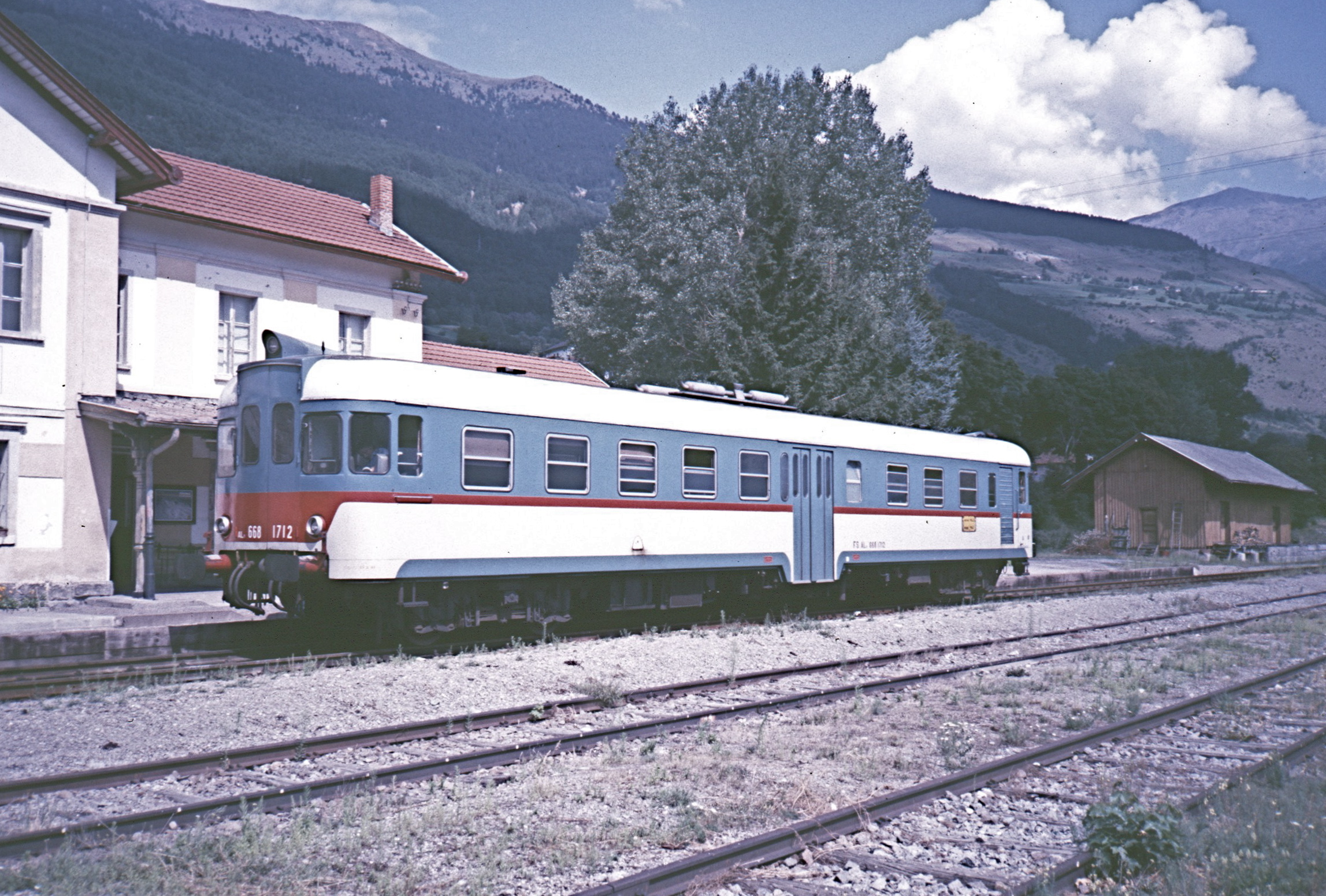
Un'automotrice FS ALn 668 in sosta alla stazione di Malles nel 1986.

Lo scalo venne attivato nel 1906 come capolinea della linea Merano–Malles, nonché come futura stazione passante per la progettata Ferrovia del Resia (ovvero il prolungamento della strada ferrata fino a Landeck, nel Tirolo Settentrionale, passando per il Passo di Resia), la cui realizzazione venne autorizzata nel 1918 dalle autorità di Vienna per ragioni militari e avviata il 1º aprile dalla localita nord-tirolese, salvo poi fermarsi il 31 ottobre 1918 a seguito della concomitante disgregazione dell'Impero austro-ungarico.
Un anno dopo, a seguito dell'annessione dell'Alto Adige all'Italia sancita dal trattato di Saint Germain, la linea passò in gestione alle Ferrovie dello Stato; all'Austria venne contestualmente imposto di terminare il tronco ferroviario Malles-Landeck come riparazione per i danni di guerra all'Italia. Tuttavia, nonostante un invito formale italiano alla ripresa dei lavori da parte austriaca nel 1925, la questione della ferrovia del Resia decadde per lo scarso interesse di entrambe le nazioni per una nuova linea internazionale. La stazione di Malles mantenne pertanto la conformazione di testa.

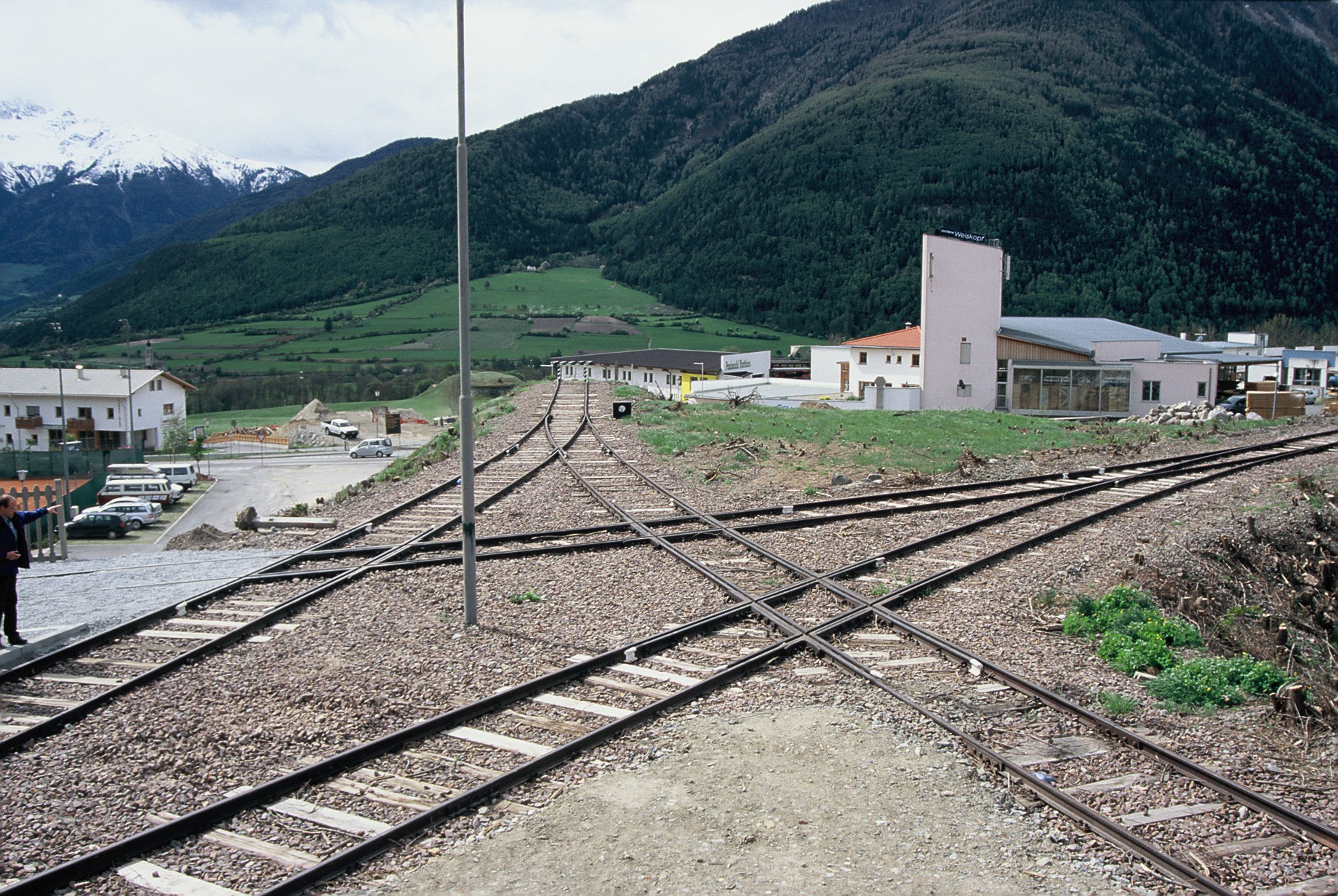
Stella di inversione di Malles

Un altro progetto mai realizzato inerente alla stazione di Malles fu quello della Ferrovia dello Stelvio, redatto nel 1922 dall'ingegner Gaviraghi, direttore dell'esercizio della Ferrovia Alta Valtellina, che prevedeva la costruzione di una linea da Tirano a Bormio, che dopo aver imboccato un traforo sotto il Passo dello Stelvio si doveva biforcare e congiungere alla linea venostana presso Malles e Lasa.
Fino all'ultima dismissione del 1990, nella stazione era visibile e funzionante una Stella di inversione per il riposizionamento delle motrici asimmetriche. Ad oggi, benché la struttura sia ancora presente, tale impianto è utilizzato unicamente per i treni storico-turistici, dal momento che i treni della STA sono a doppia motrice.

## Progetti futuri
Alla fine dell'ottocento erano in corso (oltre alla ferrovia del Resia) due progetti della ferrovia del passo del Forno allo scopo di collegare Zernez e Malles Venosta. Nel primo progetto la linea doveva avere lo scartamento standard, ma non fu mai realizzato a causa della morte di Adolf Guyer-Zeller (progettista della linea) avvenuta nel 1899 e degli alti costi, per cui lavori non vennero mai avviati. Nel secondo progetto, la linea doveva essere a scartamento ridotto, ma a causa della prima guerra mondiale il progetto venne definitivamente abbandonato. Dal 2006 sono in corso gli studi del terzo progetto della linea del passo del Forno finanziato dal progetto europeo Interreg-III-A che analizzava i costi/benefici di cinque possibili tracciati:
- Malles - Scuol diretto
- Malles - Nauders - Scuol
- Malles - Valchava - Zernez
- Malles - Valchava - Livigno - Zernez

## Esercizio
La stazione venne gestita dalla kkStB (Ferrovie imperial-regie austriache) dal 1906 al 1919, per poi passare alle FS tra il 1919 e il 1990 ed essere infine rilevata nel 2005 dall'amministrazione provinciale altoatesina tramite Strutture Trasporto Alto Adige.

## Strutture e impianti
La stazione dispone di tre binari: due a uso pubblico, uno di accesso alla rimessa.
Il fabbricato viaggiatori è presente insieme a delle strutture dedite per il noleggio di bici.

## Servizi
La stazione dispone di:
- Parcheggio di scambio per auto e bici.
- Biglietteria self-service.
- Fermata autobus.
- Sala di attesa.
- Servizi igienici

## Movimento
Nella stazione fermano tutti i treni regionali e RegioExpress allestiti da SAD da e per Bolzano/Merano.